# Padinghem
Padinghem is een niet-geïdentificeerde nederzetting in de omgeving van Warffum, Stitswerd en Usquert. Hij wordt genoemd rond het jaar 1000 in de goederenregisters van de Abdij van Werden.
Te denken valt aan de wierde van Warffumerklooster, de kleine Kloosterwierde ten oosten van Warffum of een gedeeltelijk verdwenen wierde in de Zuiderhorn bij Warffum. 
De naam houdt mogelijk verband met een persoonsnaam of met een 'pad'. Padinghem zou dan betekenen: 'het huis behorend bij een pad, van iemand die bij een pad woont'.